# 摂取
摂取（せっしゅ）とは、生物が物質を食べたり飲んだり吸い込むなどして体内に吸収すること。

## 概要
摂取したものによっては生物にとって悪影響を及ぼすことがある。たとえばヒトがサルモネラ菌の付いた食べ物を摂取した場合、食中毒になるなどである。